# EC Red Bull Salzburg
Der EC Red Bull Salzburg ist ein österreichischer Eishockeyclub aus Salzburg, der in der ICE Hockey League spielt.

## Geschichte
Der EC Salzburg wurde 1995 durch Fusion der beiden kleinen Klubs EC Morzg und EC Tiefenbach gegründet. Der EC Morzg wiederum entstand nach dem Konkurs des Salzburger EC im Jahr 1988 als Auffangbecken für dessen Jugendspieler. Kurz nach der Gründung wurde mit der Firma Kaindl der erste Hauptsponsor präsentiert und der Vereinsname in EC Kaindl Salzburg geändert. Ab dem Einstieg des Getränkeherstellers Red Bull im Jahr 2000 lautete der offizielle Klubname EC The Red Bulls Salzburg. 2007 erfolgte im Sinne einer einheitlichen Corporate Identity mit dem seit 2005 durch die Red Bull GmbH. geführten Fußballklub FC Red Bull Salzburg die Umbenennung in EC Red Bull Salzburg.

### Aufstieg in die Bundesliga
Nach dem Nationalliga-Meistertitel im Jahr 2004 spielen die Red Bulls seit der Saison 2004/05 in der höchsten österreichischen Eishockeyliga, der Erste Bank Eishockey Liga (EBEL). Seit dieser Saison spielt ein Farmteam in der Nationalliga mit. Für die erste Saison in der höchsten österreichischen Spielklasse wurden viele neue Spieler verpflichtet, um den Kader konkurrenzfähig zu machen. Einige kamen von konkurrierenden Bundesligaclubs, wie beispielsweise der Verteidiger Jaako Niskavaara und der Stürmer Matti Kaipainen vom EC KAC oder die Cousins Marco und Martin Pewal vom EC VSV. Dazu versuchte man, den Kader mit erfahrenen Legionären aufzuwerten. So stieß Greger Artursson vom schwedischen Erstligisten Färjestad BK zum Team, und mit Rob Tallas wurde ein NHL-erfahrener Torhüter geholt.
Dennoch misslang der Start in die Saison. Die Salzburger starteten mit acht Niederlagen in Serie und konnten erst im neunten Spiel auswärts gegen die Vienna Capitals erstmals voll punkten. Aber auch danach stabilisierte sich die Leistung des Teams nicht. Ins Kreuzfeuer der Kritik geriet auch Rob Tallas, der nach nur zwölf Einsätzen mit der miserablen Fangquote von 86,22 % den Verein verlassen musste und danach seine Karriere beendete. Für ihn übernahm Jürgen Penker als schon längst absehbar war, dass in dieser Saison nicht mehr als der letzte Platz zu erwarten war. So geschah es dann auch: die erste Saison in der Bundesliga wurde mit lediglich zwölf gewonnenen Partien (von 48 Spielen) auf Platz sieben beendet.

### Auf dem Weg zur Meistermannschaft
In der Sommerpause blieb kein Stein auf dem anderen. Das Budget wurde kräftig erhöht, und mit Dieter Kalt, André Lakos und Matthias Trattnig wurden einige der besten österreichischen Spieler an die Salzach gelotst. Mit Björn Bjurling wurde abermals ein erfahrener Legionär für die Position des Torhüters verpflichtet. Diesmal klappte der Start in die Saison. Die Mannschaft etablierte sich von Beginn an in der vorderen Tabellenhälfte und übernahm nach der Punkteteilung über weite Strecken sogar die Führung. Das einzige Manko war abermals eine schwache Torhüterleistung. Bjurling wurde zur Halbzeit des Grunddurchgangs entlassen und durch den lettischen Nationalteamgoalie Artūrs Irbe ersetzt. Mit ihm begann Salzburg, die Meisterschaft zu dominieren und blieb in nur sechs von 24 Partien der zweiten Hälfte des Grunddurchgangs ohne Punkt. Lediglich der EC VSV konnte mit den Mozartstädtern mithalten, blieb jedoch am Ende mit zwei Punkten Rückstand auf Platz zwei. Der Drittplatzierte, die Innsbrucker Haie hatten sogar neun Punkte Rückstand auf die Salzburger.
In der Folge marschierten die Bullen durch das Halbfinale, in dem sie in einer Best-of-Seven-Serie gegen die Vienna Capitals antraten. Die Mannschaft verlor nur ein Spiel, das allerdings auf dem grünen Tisch. Die dritte Partie (ein 6:3-Heimsieg der Bullen) wurde nachträglich zugunsten der Wiener strafverifiziert, da Salzburg mit Patrick Thoresen einen nicht angemeldeten Legionär eingesetzt hatte. Im Finale traf man erwartungsgemäß auf den EC VSV, verlor jedoch das Auftaktspiel auf eigenem Eis mit 2:3. Auch das zweite Spiel ging mit 1:4 verloren, ehe man im dritten Spiel mit einem glatten 3:0-Sieg endlich anschreiben konnte. Im vierten Match gelang mit einem knappen Auswärtssieg sogar der Ausgleich in der Serie, aber Villach antwortete postwendend mit einem 6:2-Sieg auf Salzburger Eis. Das nächste Spiel in Villach stand nun unter dem Zeichen „Alles oder nichts“ und entwickelte sich zum Nervenkrimi. Einem schnellen Tor von Martin Ulrich nach nur 59 Sekunden folgte gegen Ende des ersten Drittels ein Doppelschlag der Villacher. Frank Banham glich knapp vor der Halbzeit aus, aber die letzten dreißig Sekunden der regulären Spielzeit blieben torlos. Es ging in eine Overtime, wo Dany Bousquet in der 78. Minute den Meistertitel der Villacher fixierte.
Für die Saison 2006/07 wurde der Kader nochmals verstärkt. Thomas Koch stieß zum Team, und mit Reinhard Divis kam einer besten österreichischen Torhüter hinzu, der gerade erst dem nordamerikanischen Hockey den Rücken gekehrt hatte. Diesmal gelang ein noch besserer Start. Die Salzburger wechselten sich bis zur Halbzeit erneut nur mit Villach an der Tabellenspitze ab. Während man anfangs auswärts aber noch schwächelte, entwickelte sich eine erstaunliche Siegesserie bei den Heimspielen der Mannschaft. Bei 28 Spielen auf eigenem Eis verließen die Salzburger nur ein Mal, in Runde 44 gegen die Vienna Capitals, als Verlierer das Eis. Gerade diese Konstanz bewirkte auch, dass man schließlich alleine die Tabellenspitze beherrschte und mit acht Punkten Vorsprung auf den EC VSV den Grunddurchgang gewann. Im Halbfinale sweepte die Mannschaft mit 3:0 Siegen die Capitals und stand erneut gegen den EC VSV im Finale. Nach einem 2:0-Sieg im ersten Spiel lief das zweite Aufeinandertreffen ein wenig aus dem Ruder. Viele Strafen lähmten den Spielfluss, und so stand es nach sechzig Minuten mit 3:3 Toren unentschieden. Im Penaltyschießen (damals wurde nur bei entscheidenden Playoff-Spielen eine Endless Overtime gespielt) hatten schließlich die Villacher das bessere Ende für sich und glichen aus. Im dritten Match lief aber mit einem 6:3-Sieg wieder alles für die Salzburger. Nachdem die Mannschaft auch auswärts mit 3:0 gewonnen hatte, konnten die Villacher den Mozartstädtern auch in Spiel fünf nichts mehr entgegensetzen. Mit einem ungefährdeten 4:2-Heimsieg holte die Mannschaft den ersten Meistertitel der Bundesliga nach Salzburg.
Im Mai 2007 wurde das Gerücht laut, der Verein liebäugle mit einer Aufnahme in die Deutsche Eishockey Liga (DEL). Auch eine Aufnahme in die Kontinentale Hockey-Liga stand 2008 im Raum, wurde aber nicht umgesetzt.

### Mission Titelverteidigung
Die wichtigste Veränderung für die folgende Saison wurde auf der Trainerbank vorgenommen: Hardy Nilsson wurde zum sportlichen Leiter ernannt, während Pierre Pagé nun als Trainer fungierte. Beinahe schon gewohnt erfolgreich startete die Mannschaft in die neue Saison und konnte sich auch durchgehend in der vorderen Tabellenhälfte behaupten, wenngleich die Salzburger nicht mehr so souverän wirkten wie im Jahr zuvor. Das veränderte System von Pierre Pagé benötigte einige Zeit, um zu greifen, sodass der Grunddurchgang diesmal auf Rang drei beendet wurde. In der Platzierungsrunde verlor die Mannschaft fünf von zehn Spielen und rutschte auf Platz vier ab. Im Viertelfinale traf die Mannschaft auf den EC VSV, womit es erstmals seit drei Jahren keine Finalbegegnung der beiden Mannschaften gab. Salzburg setzte sich in der Serie trotz einer hohen 2:8-Niederlage in der vierten Begegnung in fünf Spielen knapp gegen den Vizemeister durch und traf im Halbfinale erneut auf die Capitals, die mit 4:0 Siegen gesweept wurden (womit Salzburg in drei Jahren kein Playoff-Spiel gegen die Hauptstädter auf dem Eis verloren hatte). Im Finale traf man etwas unerwartet auf den neu hinzugekommenen HDD Olimpija Ljubljana, der sich aus dem Tabellenkeller bis ins Finale vorgekämpft hatte. Das erste Spiel der Serie ging mit 3:2 nach Penaltyschießen an die Laibacher, aber Salzburg holte sich mit einem 3:1-Auswärtssieg den Heimvorteil zurück. Die Slowenen konnten jedoch abermals vorlegen und gewannen auf Salzburger Eis mit 4:3 nach Verlängerung. Nach diesem Spiel waren aber einige Sperren gegen Laibacher Spieler ausgesprochen worden. Die slowenische Mannschaft setzte im vierten Spiel dennoch Spieler im Wert der vollen Punktezahl ein, obwohl man den Wert der gesperrten Spieler hätte abziehen müssen. Laibach gewann das Spiel knapp, erfuhr aber nur Stunden vor dem fünften Match, dass der Strafsenat das Spiel mit 5:0 zugunsten der Salzburger strafverifiziert hatte. Laibach verlor daher diese fünfte Begegnung mit 0:5 und sah sich nun damit konfrontiert, binnen weniger Stunden eine 3:1-Führung in einen 2:3-Rückstand verwandelt zu sehen. Beim alles entscheidenden Spiel in Laibach reagierten die Laibacher Fans mit Unmut, sodass die Partie mehrmals unterbrochen werden musste. Salzburg setzte sich aber mit 3:2 knapp durch und verteidigte den Titel.

### Nur noch Vizemeister
Für die Saison 2008/09 wurde die Mannschaft schließlich völlig neu aufgebaut. Pierre Pagé ersetzte viele der erfahrenen Legionäre durch junge ausländische Spieler, die sich erstmals in Europa beweisen wollten und verjüngte die Mannschaft damit weiter. In der Folge pendelte die Mannschaft zu Meisterschaftsbeginn zwischen dem zweiten und sechsten Tabellenplatz hin und her und fand nicht zur Konstanz vergangener Jahre. Am 16. November 2008, beim Auswärtsspiel gegen die ungarische Mannschaft Alba Volán Székesfehérvár, kam es schließlich zu mehreren handfesten Szenen, die Spielersperren auf beiden Seiten nach sich zogen. Mit Dieter Kalt verließ im Jänner 2009 einer der Führungsspieler die Mannschaft und wechselte nach Schweden. Die Leistungen der Mannschaft stabilisierten sich erst zum Ende des Grunddurchgangs, als man noch Boden gutmachen und sich schließlich auf den dritten Tabellenplatz nach vor kämpfen konnte. Im Viertelfinale setzten sich die Bullen souverän gegen den schwächelnden HK Jesenice durch und nahm im Halbfinale erneut die Vienna Capitals aus dem Rennen (wenngleich diesmal das zweite Spiel der Serie verloren ging). Im Finale traf man auf den EC KAC, der die Meisterschaft im Grunddurchgang dominiert hatte. Das erste Spiel der Finalserie auf Klagenfurter Eis verlor man nur knapp mit 4:5 nach Verlängerung. Die Spiele zwei und drei drehten dann jedoch die Serie. Mit einem 7:2-Heimsieg und einem anschließenden 6:3-Auswärtserfolg wurden zwei souveräne Siege verbucht und der Heimvorteil in die Mozartstadt geholt. Die vierte Begegnung entschied jedoch der EC KAC mit einem 4:1-Auswärtssieg für sich und konnte anschließend mit einem souveränen 3:0 auf heimischen Eis die Serie wieder zu seinen Gunsten drehen. Das erste Matchballspiel entwickelte sich zum Nervenkrimi, als der EC KAC bis 68 Sekunden vor Spielende führte. Darryl Bootland sicherte aber mit dem Ausgleich und dem Siegestor in der Verlängerung den Ausgleich in der Serie für die Salzburger. Spiel sieben in Klagenfurt ging jedoch denkbar knapp mit 1:2 verloren, womit nach zwei Meistertiteln die erneute Titelverteidigung diesmal nicht gelang.

### Das Jahr der Titel
Die Saison 2009/10 war die bisher erfolgreichste in der Klubgeschichte. Head Coach und Sportdirektor Pierre Pagé ging in seinem dritten Jahr mit den Red Bulls seinen Weg unbeirrt weiter, und am Ende freute sich der Salzburger Eishockeyclub über drei Titel. Im September 2009 gewannen die Red Bulls zum ersten Mal in der fünfjährigen Geschichte ihr eigenes Einladungsturnier Red Bulls Salute und ließen dabei namhafte europäische Topteams wie etwa ZSKA Moskau hinter sich. Im November 2009 bzw. Januar 2010 nahmen die Salzburger den dritten Anlauf im Continental Cup, dem in dieser Saison höchsten europäischen IIHF Clubbewerb, und holten sich nach zwei erfolgreichen Runden in Lettland und Frankreich ebenfalls die Trophäe. Mit dem Sieg in der Erste Bank Eishockey Liga machten die Red Bulls schließlich das Triple voll und feierten im zehnten Jahr ihres Bestehens die erfolgreichste Saison. Der MVP des Jahres 2009 Thomas Koch stemmte erstmals als Kapitän den Pokal in die Höhe. Die Nachwuchsarbeit im Red Bull Hockey Model wurde weiter forciert, was sich u. a. in den Meistertiteln bei den unter 20- und unter 17-Jährigen widerspiegelte. Das Farmteam der Red Bulls schied im Halbfinale der Österreichischen Nationalliga gegen den späteren Meister Dornbirn aus, bot dabei aber wieder vielen jungen Talenten die optimale Plattform sich zu entwickeln. Rekordverdächtig: Am 12. Januar 2010 spielten die Red Bulls in der Erste Bank Eishockey Liga gegen Jesenice mit einem Altersdurchschnitt von nur 21,1 Jahren. Insgesamt verzeichneten 47 Salzburger Spieler mindestens einen Einsatz in Österreichs höchster Spielklasse.
In der Saison 2010/11 konnte man den Titel erfolgreich verteidigen. Im Finale setzte man sich gegen den EC KAC mit 4:3 erfolgreich durch.

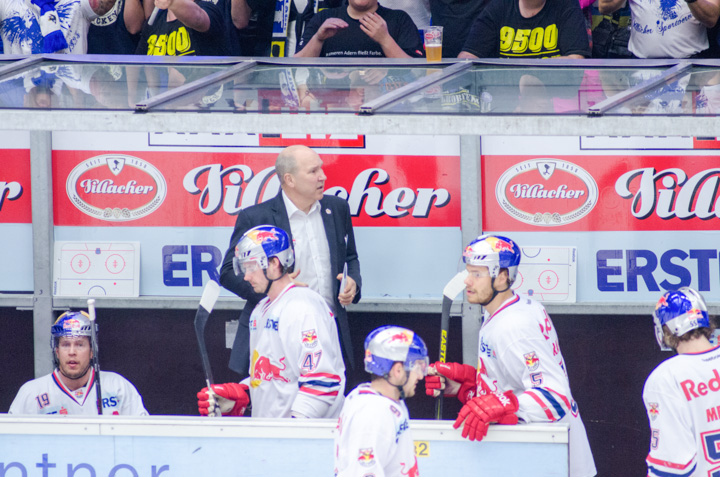
Don Jackson als Trainer des EC Red Bull Salzburg 2013

### 3 Jahre ohne EBEL-Titel
Im Viertelfinale der Saison 2011/12 schied man bereits gegen den EC KAC aus, nachdem man das 6. Finalspiel 5:2 und somit die Best of Seven Serie mit 2:4 verlor.
In der Saison 2012/13 konnte man erneut nicht bis ins Finale kommen. Im Halbfinale musste man sich den Vienna Capitals mit 2:4 in der Best of Seven Serie geschlagen geben.
Ihren fünften Österreichischen Meistertitel gewannen die Roten Bullen in der Spielzeit 2013/14. Nach dem Grunddurchgang belegte das Team den dritten Platz, konnte aber die Platzierungsrunde als Erster beenden. Durch Erfolge über den Dornbirner EC (4–2 Siege) und den EHC Linz (3–0 Siege) erreichten die Salzburger das Playoff-Endspiel gegen den italienischen Liganeuling HC Bozen, der als erster nicht österreichischer Klub seit dem HDD Olimpija Ljubljana 2008 das Finale der Liga erreichte. Während damals Red Bull gegen das Team aus Slowenien obsiegte, konnten die Südtiroler durch ein 3:2 nach Verlängerung im entscheidenden fünften Spiel als erstes ausländisches Team den Sieg in der Österreichischen Eishockey-Liga sichern. Die österreichische Meisterschaft ging – quasi als Trostpreis – an die Mannschaft aus Salzburg als beste einheimische Mannschaft.

### Neue Trainer-Ära
Im Sommer 2014 verließ der Trainer Don Jackson den Verein um Trainer von EHC Red Bull München zu werden. Als Ersatz holte man Dan Ratushny.
Mit dem Trainerwechseln wurden auch einige Spieler ausgewechselt. Ryan Duncan und John Hughes kamen zum Verein wieder zurück. Zur Verstärkung wurden noch Ben Walter, Kyle Beach, Brett Sterling und Zdeněk Kutlák verpflichtet.
Der frische Wind in der Mannschaft machte sich sofort bemerkbar als man in der Liga gleich die ersten 7 Spiele in Folge gewinnen konnte.
In der Champions Hockey League 2014/15erreichte man als Gruppen-Sieger das Achtelfinale. Wo man sich dem späteren Sieger Luleå HF geschlagen geben musste.
Nachdem man die Hauptrunde gewonnen hatte, gewann man auch noch die Zwischenrunde.
In den Playoffs suchte man sich den VSV als ersten Gegner aus, gegen den man sich mit 4:1 in der „Best of Seven“-Serie durchsetzte.
Im Halbfinale traf man auf den EC KAC, gegen den man sich klar mit 4:0 für das Finale qualifizieren konnte. Im Finale schaltete man die Vienna Capitals mit 4:0 in der „Best of Seven“-Serie aus.
Somit wurde man zum 5. Mal EBEL-Sieger und zum 6. Mal Österreichischer Meister.
In der Saison 2015/16 gewannen die Salzburger souverän die Hauptrunde und die anschließende Platzierungsrunde. John Hughes etablierte sich als Topscorer der Liga, während Brett Sterling zum zweitbesten Torschützen der EBEL aufstieg. Für das Viertelfinale der Play-offs entschieden sich die Salzburger für den achtplatzierten Verein EC KAC, der in allen vier Hauptrundenpartien besiegt werden konnte, im letzten Aufeinandertreffen sogar mit 7:0. Trotzdem konnten sich die Salzburger im Viertelfinale erst nach sieben Spielen mit 4:3 in der Serie durchsetzen und standen somit im Halbfinale gegen den EC VSV. Dabei konnten sich die Bulls mit 4:2 durchsetzen, wobei kurioserweise alle Siege mit demselben Endstand von 2:1 endeten. Da der EHC Linz in seiner Halbfinalbegegnung gegen den tschechischen Club Orli Znojmo ausgeschieden war, wurde Salzburg mit seinem Halbfinalsieg bereits Österreichischer Meister und konnte somit seinen Titel des Vorjahres verteidigen. Im Finale gegen Znojmo gewann Salzburg mit 4:2 und ist damit auch erneut Gewinner der Erste Bank Eishockey Liga.

### Neuerlich österreichischer Meister, aber ohne Liga-Titel
In der Saison 2016/17 schieden die Red Bulls mit Greg Poss als neuem Cheftrainer im Halbfinale aus und verpassten damit das angepeilte Ziel, den Titel der EBEL zum dritten Mal in Folge zu gewinnen. Nach einer 2:0-Serienführung gegen den KAC hatten die Salzburger mit vielen verletzten Spielern zu kämpfen und konnten die Ausfälle etlicher Leistungsträger nicht mehr kompensieren. Zuvor sicherten sie mit dem zweiten Platz nach dem Grunddurchgang den Startplatz für die Champions Hockey League 2017/18. In der Saison 2016/17 schafften die Red Bulls den Sprung ins CHL-Playoff, schieden dort aber in der ersten Runde (Sechzehntelfinale) gegen den Schweizer Meister SC Bern aus.
Mit der 2:3-Heimniederlage im siebenten Finalspiel gegen den HC Bozen verpassten die Red Bulls in der Saison 2017/18 den Sieg in der EBEL. Nach einem schlechten Saisonstart kamen die Salzburger immer besser in die Gänge, wurden schließlich noch Zweiter nach dem Grunddurchgang (Phase 1) sowie nach der Pick Round, womit auch die Qualifikation für die Champions Hockey League 2018/19 fixiert war. Für die EBEL-Meisterschaft reichte es am Ende nicht, die Finalteilnahme brachte aber den achten österreichischen Meistertitel. In der Champions Hockey League schafften es die Red Bulls bei der vierten Teilnahme in Folge zum vierten Mal ins Playoff, wo sie gegen den späteren Finalisten, die Växjö Lakers, im Achtelfinale gegen die starken Schweden mit dem um ein Tor schlechteren Torverhältnis ausschieden.

### Top-Platzierung in der CHL beendet trotzdem die Amtszeit von Greg Poss
In der Saison 2018/19 erlebten die Red Bulls Höhen und Tiefen. In der Champions Hockey League holten sie den Gruppensieg vor den Top-Teams aus Bern und Växjö und fixierten mit dem erstmaligen Einzug ins Halbfinale, wo nach zwei Spielen gegen den EHC Red Bull München Schluss war, einen der größten internationalen Erfolge der Clubgeschichte. In der Erste Bank Eishockey Liga lief es parallel dazu nicht nach Wunsch, die Red Bulls konnten sich im Grunddurchgang nie an die Spitze setzen und die starken Leistungen aus der CHL in der heimischen Liga nur selten zeigen. Erst nach dem Trainerwechsel Anfang März, bei dem Greg Poss von Co-Trainer Andreas Brucker abgelöst wurde, fing sich die Mannschaft wieder und begeisterte im Playoff mit starken Leistungen. Im Halbfinale kam im siebenten und letzten Spiel gegen die Vienna Capitals aber das Aus, womit die Red Bulls erstmals nach fünf Jahren ohne Startplatz für die nächste CHL-Saison blieben.

### Neuer Trainer Matt McIlvane startet durch
Mit Matt McIlvane, der zuvor sechs Jahre mit dem EHC Red Bull München an der Seite von Don Jackson als Assistenztrainer gearbeitet hatte, wurde in Salzburg ein junger ambitionierter Amerikaner als neuer Cheftrainer eingesetzt. Der bei Amtsantritt 33-jährige und damit jüngste Cheftrainer der Clubgeschichte holte neben Andreas Brucker und Torhüter-Trainer Markus Kerschbaumer zwei weitere junge Amerikaner ins Trainerteam, das in der Folge eine Mannschaft formte, die den besten Grunddurchgang der Clubgeschichte spielte. Die Red Bulls standen ab der zweiten Runde an der Tabellenspitze, gaben diese bis zum Ende der ersten Phase des Grunddurchgangs nicht mehr ab und qualifizierten sich damit für die Champions Hockey League 2020/21. Ein Meistertitel wurde aber nicht ausgespielt. Aufgrund der weltweiten Verbreitung des Coronavirus und das damit verbundene hohe Gesundheitsrisiko der Bevölkerung reagierte die Erste Bank Eishockey Liga auf den Maßnahmenkatalog der österreichischen Bundesregierung und beendete den Spielbetrieb vorzeitig nach der dritten Runde des Playoff-Viertelfinals, in dem die Red Bulls zu dem Zeitpunkt mit 2:1 Siegen gegen den EC VSV vorn lag.
In der Saison 2020/21 zog sich die Corona-Pandemie durch den kompletten Grunddurchgang der ICE Hockey League und sorgte neben dem verordneten Fernbleiben der Zuschauer regelmäßig für Ausfälle von Spielern. Die Red Bulls starteten sehr gut in die Saison, kamen aber nach einem Quarantäne-bedingten fast kompletten November ohne Spiele anschließend nur schwer in Gang. Erst in der Pick Round der besten fünf Teams nach dem Grunddurchgang arbeiteten sich die Red Bulls vom fünften auf den dritten Platz vor. Die neu gewonnene Sicherheit hielt aber nicht lange. Im Playoff-Viertelfinale gegen die Dornbirn Bulldogs drehten die Salzburger einen 0:2-Rückstand noch in einen 4:2-Serienerfolg, doch im Halbfinale gegen den EC KAC war mit einem Sieg nach fünf Spielen Schluss. Mit dem dritten Platz nach der Pick Round sicherten sich die Red Bulls aber die Teilnahme an der Champions Hockey League 2021/22.
Sechs Jahre nach dem letzten Titelgewinn krönten sich die Red Bulls in der Saison 2021/22 wieder zum Champion der ICE Hockey League und feierten damit ihren insgesamt siebenten vollen Erfolg (zugleich den neunten österreichischen Meistertitel). In einer der besten Spielzeiten der Club-Geschichte hielten die Red Bulls ab Mitte Dezember die Tabellenführung bis zum Ende des Grunddurchgangs, qualifizierten sich damit vorzeitig für die Champions Hockey League 2022/23 und holten den Titel erstmals mit einem Triple-Sweep – also ohne eine einzige Playoff-Niederlage –, auch wenn alle zwölf Spiele gegen Orli Znojmo, die Vienna Capitals und Fehérvár AV19 hart umkämpft waren. Für Matt McIlvane war es zudem der erste Titel im dritten Jahr als Trainer der Red Bulls. Einziger Wermutstropfen war das knappe Ausscheiden im Achtelfinale der Champions Hockey League, in dem die Red Bulls gegen Frankreichs Meister Rouen Dragons knapp am möglichen Aufstieg vorbeischrammten.
In der Saison 2022/23 verteidigten die Red Bulls den Titel aus dem Vorjahr und spielten dabei gegen den HC Bozen eine der spannendsten Finalserien der Clubgeschichte, nachdem sie sich davor gegen Székesfehérvár mit 4:0 und gegen Klagenfurt mit 4:1 Siegen durchgesetzt hatten. Die Entscheidung fiel erst im siebenten Spiel in Bozen, in dem die Red Bulls einen 0:1-Rückstand im Schlussdrittel noch in ein 2:1 drehten und sich damit den insgesamt achten Liga-Titel sicherten. Damit revanchierten sich die Salzburger auch für die beiden verlorenen Finalserien gegen die Bozener 2014 und 2018, in denen die Red Bulls jeweils im letztmöglichen Serienspiel zuhause das Nachsehen hatten. In der Champions Hockey League erreichten die Red Bulls nach einer spannenden Gruppenphase neuerlich das Playoff, wo im Achtelfinale gegen den Titelverteidiger Rögle BK trotz eines 3:1-Heimsieges Schluss war. Matt McIlvane beendete damit seine vierjährige Amtszeit in Salzburg mit seinem zweiten Meistertitel, er wechselte anschließend in die AHL zu den San Diego Gulls.

### Erster Three-Peat der Liga-Geschichte
Nach den letzten zwei erfolgreichen Jahren mit Titelgewinnen in der ICE Hockey League übernahm der 45-jährige US-Amerikaner Oliver David zur Saison 2023/24 den Posten als Cheftrainer und führte erstmals eine Profimannschaft als Cheftrainer zur Meisterschaft. Er übernahm ein nur an wenigen Positionen verändertes Team, das mit zehn Siegen in den ersten elf Spielen den besten Saisonstart der Clubgeschichte hinlegte. Der Titelverteidiger konnte das hohe Anfangsniveau danach nicht ganz halten und beendete den Grunddurchgang auf dem dritten Platz. In den Playoffs kehrten die Red Bulls zu alter Stärke zurück und besiegten zunächst die Black Wings Linz im Viertelfinale mit 4:1 Siegen. Im Halbfinale gegen den HC Bozen sowie in der abschließenden Finalserie gegen den EC KAC setzten sich die Salzburger jeweils mit 4:3 Siegen durch und feierten den dritten Meistertitel in Folge. Das war zugleich der erste sogenannte Three-Peat sowohl in der Geschichte des Clubs als auch der ICE Hockey League, was über das erstmalige Ausscheiden aus der CHL in der Regular Season hinwegtröstete.

### Red Bulls schreiben Geschichte: Vierter Titel in Folge
In der zweiten Saison mit Head Coach Oliver David startete das Team mit nur wenigen Veränderungen in die Meisterschaft und sorgte zunächst in der Champions Hockey League für Furore. Die Red Bulls beendeten die Regular Season auf dem 8. Platz – u. a. mit einem Auswärtssieg gegen den späteren CHL-Champion ZSC Lions – und qualifizierten sich damit für die Playoffs. Im Achtelfinale setzten sich die Red Bulls gegen die Lahti Pelicans aus Finnland durch und erreichten erst zum zweiten Mal in der Club-Geschichte das Viertelfinale. Dort war allerdings gegen die insgesamt stärkeren Schweden von Färjestad BK Endstation. In der win2day ICE Hockey League taten sich die Red Bulls im Grunddurchgang auch aufgrund vieler verletzungsbedingter Ausfälle zwischenzeitlich schwer, kämpften sich aber zum Ende auf den zweiten Tabellenplatz und lösten damit vorzeitig das CHL-Ticket der Folgesaison. In den Playoffs kehrte der Titelverteidiger dann vollends zu seiner Top-Performance zurück und gab in der K.O.-Phase im Halbfinale gegen den HCB Südtirol Alperia nur noch ein Spiel ab. Zuvor im Viertelfinale gegen Hydro Fehérvár AV19 sowie auch im Finale gegen Grunddurchgangssieger EC-KAC gewannen die Salzburger jeweils glatt mit 4:0 Siegen und besiegelten damit erstmals in der Geschichte der Liga sowie der Club-Geschichte den vierten Titel der win2day ICE Hockey League in Folge. Es war der insgesamt zehnte Salzburger Liga-Erfolg sowie der 12. Österreichische Meistertitel.

## Red Bulls Salute
Das „Red Bulls Salute“ wurde von 2005 bis 2013 als international besetztes Einladungsturnier für europäische Topmannschaften ausgetragen. Krönende Ausnahme war 2007 die Teilnahme des zweifachen Stanley-Cup-Siegers und Turniersiegers Los Angeles Kings. Ab 2010 diente es als Finalturnier der European Trophy, machte dann aber 2014 der neu gegründeten Champions Hockey League (CHL) Platz. 2017 folgte nach einer vierjährigen Unterbrechung die Fortsetzung. Seitdem hat das Format seinen festen Platz im Eishockey-Kalender.

## Spieler

### Kader der Saison 2025/26
Stand: 10. Juni 2025
| Nr. | Nat.                      | Spieler             | Pos. | Geburtsdatum      | im Team seit | Geburtsort                              |
| --- | ------------------------- | ------------------- | ---- | ----------------- | ------------ | --------------------------------------- |
| 30  | Osterreich                | David Kickert       | G    | 16. März 1994     | 2022         | Korneuburg, Österreich                  |
| 35  | Finnland                  | Atte Tolvanen       | G    | 23. November 1994 | 2021         | Vihti, Finnland                         |
| 95  | Osterreich                | Lukas Hörl          | D    | 3. April 2003     | 2024         | Salzburg, Österreich                    |
| 2   | Kanada                    | Tyler Lewington     | D    | 5. Dezember 1994  | 2022         | Edmonton, Alberta, Kanada               |
| 4   | Kanada Vereinigte Staaten | Nash Nienhuis       | D    | 3. Dezember 1999  | 2024         | Sarnia, Ontario, Kanada                 |
| 0   | Kanada                    | Connor Corcoran     | D    | 7. August 2000    | 2025         | Markham, Ontario, Kanada                |
| 22  | Kanada Irland             | Dennis Robertson    | D    | 24. Mai 1991      | 2022         | Fort St. John, British Columbia, Kanada |
| 67  | Osterreich                | Philipp Wimmer      | D    | 13. Dezember 2001 | 2023         | Wien, Österreich                        |
| 16  | Osterreich                | Luca Auer           | F    | 17. Juli 2004     | 2021         | Graz, Österreich                        |
| 89  | Osterreich                | Florian Baltram     | C    | 25. März 1997     | 2015         | Wien, Österreich                        |
| 21  | Kanada                    | Troy Bourke         | C    | 30. März 1994     | 2022         | Edmonton, Alberta, Kanada               |
| 26  | Italien Osterreich        | Peter Hochkofler    | RW   | 4. Oktober 1994   | 2015         | Bozen, Italien                          |
| 96  | Osterreich                | Mario Huber – A     | RW   | 8. August 1996    | 2017         | Innsbruck, Österreich                   |
| 80  | Osterreich                | Nikolaus Kraus      | W    | 21. November 1996 | 2024         | Wien, Österreich                        |
| 70  | Osterreich                | Benjamin Nissner    | C    | 30. November 1997 | 2021         | Wien, Österreich                        |
| 12  | Osterreich                | Michael Raffl       | W    | 1. Dezember 1988  | 2025         | Villach, Österreich                     |
| 5   | Osterreich                | Thomas Raffl – C    | W    | 19. Juni 1986     | 2016         | Villach, Österreich                     |
| 3   | Osterreich                | Peter Schneider – A | RW   | 4. April 1991     | 2021         | Klosterneuburg, Österreich              |
| 55  | Osterreich                | Lukas Schreier      | W    | 24. Dezember 1999 | 2018         | Salzburg, Österreich                    |
| 13  | Deutschland               | Vadim Schreiner     | C    | 25. August 2005   | 2024         | Kaufbeuren, Deutschland                 |
| 48  | Osterreich                | Lucas Thaler        | C    | 21. Januar 2002   | 2021         | Villach, Österreich                     |
| 9   | Osterreich                | Ali Wukovits        | C    | 9. Mai 1996       | 2021         | Wien, Österreich                        |

### Gesperrte Trikotnummern
- #15  Manuel Latusa
- #20  Daniel Welser[3]
- #51  Matthias Trattnig[4]

### Bekannte ehemalige Spieler
(Teamzugehörigkeit und Position in Klammern)
- Frank Banham
(2005–2008, Stürmer)
Der kanadische Topscorer zählte drei Jahre lang zu den absoluten Publikumslieblingen in der Mozartstadt.
- Artūrs Irbe
(2005/06, Torhüter)
Der ehemalige lettische Nationalteam-Goalie kam als Ersatz für den Schweden Björn Bjurling nach Salzburg. Mit einer Erfahrung von 12 Saisonen in der NHL führte er die Mannschaft bis ins Finale, wo man aber dem EC VSV unterlag.
- Richard Jackman
(2007/08, Verteidiger)
Mit der Verpflichtung von Richard Jackman schlugen die Salzburger ein neues Kapitel der österreichischen Eishockeygeschichte auf: erstmals wurde ein amtierender Stanley-Cup-Sieger nach Österreich gelotst.
- Dieter Kalt
(2005–2008, Stürmer)
Der ehemalige Nachwuchsspieler des EC KAC zählte drei Jahre lang zu den Topscorern der Mozartstädter und feierte zwei Meistertitel mit der Mannschaft. Insgesamt konnte der Stürmer in seiner Karriere acht Meistertitel bejubeln.
- Rob Tallas
(2004/05, Torhüter)
Rob Tallas kam mit der Erfahrung von sechs Spielzeiten in der NHL an die Salzach, konnte aber auch dank einer schwachen Vordermannschaft nicht überzeugen und wurde vorzeitig entlassen. Nach seinem Engagement in Salzburg beendete er seine aktive Karriere.
- Martin Ulrich
(2005–2008, Verteidiger)
Martin Ulrich zählte zu den besten österreichischen Verteidigern aller Zeiten und ist der Österreicher mit den meisten Einsätzen im Nationalteam: 228 Mal streifte er in seiner Karriere den Dress der ÖEHV-Auswahl über.

### Bedeutende frühere Mannschaften

#### EBEL-Meister 2006/07
| Position      | Name |
| Tor:          | Bernhard Bock, Reinhard Divis, Magnus Eriksson |
| Verteidigung: | Greger Artursson, Goran Bezina, Daniel Casselstål, Peter Kasper, Jakob Lainer, André Lakos, Viktor Lindgren, Andreas Pihl, Stefan Pittl, Matthias Trattnig, Martin Ulrich                              |
| Sturm:        | Frank Banham, Martin Grabher-Meier, Gregor Hager, Patrick Harand, Darby Hendrickson, Dieter Kalt, Thomas Koch, Juha Lind, Martin Mairitsch, Marco Pewal, Martin Pewal, Philipp Pinter, Matthias Schwab |
| Trainer:      | Hardy Nilsson |

#### EBEL-Meister 2007/08
| Position      | Name |
| Tor:          | Reinhard Divis, Thomas Innerwinkler |
| Verteidigung: | Greger Artursson, Brad Fast, Richard Jackman, Jakob Lainer, Wilhelm Lanz, Viktor Lindgren, Robert Lukas, Doug Lynch, Andreas Reisinger, Rémi Royer, Martin Ulrich                                                                                    |
| Sturm:        | Frank Banham, Martin Grabher-Meier, Josh Green, Patrick Harand, Craig Johnson, Dieter Kalt, Thomas Koch, Don McLean, Martin Mairitsch, Marco Pewal, Philipp Pinter, Matthias Schwab, Jussi Tarvainen, Matthias Trattnig, Martin Ulmer, Daniel Welser |
| Trainer:      | Pierre Pagé |

#### EBEL-Meister 2009/10
| Position      | Name |
| Tor:          | Reinhard Divis, David LeNeveu |
| Verteidigung: | Jason Beckett, Michael Gergen, Dominique Heinrich, André Lakos, Wilhelm Lanz, Robert Lembacher, Doug Lynch, Florian Mühlstein, Jeremy Rebek, Michael Schutte, Mike Siklenka, Andreas Wiedergut                                       |
| Sturm:        | Brent Aubin, Ryan Duncan, Alexander Feichtner, Mario Fischer, Jonathan Filewich, Thomas Koch, Manuel Latusa, Patrick Maier, Marco Pewal, Kevin Puschnik, Steven Regier, Michael Schiechl, Martin Ulmer, Daniel Welser, Kelsey Wilson |
| Trainer:      | Pierre Pagé |

#### EBEL-Meister 2010/11
| Position      | Name |
| Tor:          | Reinhard Divis, Thomas Höneckl |
| Verteidigung: | Nicolas Dumoulin, Dominique Heinrich, Shaun Heshka, Taylor Holst, André Lakos, Wilhelm Lanz, Doug Lynch, Daniel Mitterdorfer, Joey Mormina, Florian Mühlstein, Alexander Pallestrang Matthias Trattnig |
| Sturm:        | Ramzi Abid, Brent Aubin, Dan Bertram, Danny Bois, Marco Brucker, Joël Champagne, Ryan Duncan, Alexander Feichtner, Thomas Koch, Manuel Latusa, Patrick Maier, Denver Manderson, Marco Pewal, Kevin Puschnik, Markus Pöck, Thomas Raffl, Steven Regier, Smail Samardzic, Michael Schiechl, Pierre-Luc Sleigher, Martin St. Pierre, Daniel Welser |
| Trainer:      | Pierre Pagé |

#### Österreichischer Meister 2013/14
| Position      | Name |
| Tor:          | Bernd Brückler, Luka Gračnar |
| Verteidigung: | Michael Boivin, Brian Fahey, Dominique Heinrich, Doug Lynch, Troy Milam, Florian Mühlstein, Alexander Pallestrang, Matthias Trattnig                                                                      |
| Sturm:        | Evan Brophey, Marco Brucker, Mark Cullen, Fabio Hofer, Matt Keith, Konstantin Komarek, Andreas Kristler, Manuel Latusa, David Meckler, Joe Motzko, Andreas Nödl, Thomas Raffl, Garrett Roe, Daniel Welser |
| Trainer:      | Don Jackson |

#### EBEL-Meister 2014/15
| Position      | Name |
| Tor:          | Bernd Brückler, Luka Gračnar |
| Verteidigung: | Brian Fahey, Dominique Heinrich, Corin Konradsheim, Zdeněk Kutlák, Troy Milam, Florian Mühlstein, Alexander Pallestrang, Matthias Trattnig                                                                             |
| Sturm:        | Kyle Beach, Marco Brucker, Alexander Cijan, Ryan Duncan, John Hughes, Konstantin Komarek, Andreas Kristler, Manuel Latusa, Markus Pöck, Thomas Raffl, Alexander Rauchenwald, Brett Sterling, Ben Walter, Daniel Welser |
| Trainer:      | Dan Ratushny |

#### EBEL-Meister 2015/16
| Position      | Name |
| Tor:          | Luka Gračnar, Juuso Riksman, Fabian Weinhandl |
| Verteidigung: | Brian Connelly, Brian Fahey, Dominique Heinrich, Zdeněk Kutlák, Alexander Pallestrang, Matthias Trattnig, Layne Viveiros |
| Sturm:        | Luciano Aquino, Florian Baltram, Marco Brucker, Alexander Cijan, Ryan Duncan, Benn Ferriero, Peter Hochkofler, John Hughes, Konstantin Komarek, Andreas Kristler, Manuel Latusa, Per Ledin, Alexander Rauchenwald, Brett Sterling, Daniel Wachter, Ben Walter, Daniel Welser |
| Trainer:      | Dan Ratushny |

#### Österreichischer Meister 2017/18
| Position      | Name |
| Tor:          | Luka Gračnar, Bernhard Starkbaum |
| Verteidigung: | Julien Brouillette, Matt Generous, Dominique Heinrich, Daniel Jakubitzka, Alexander Pallestrang, Bobby Raymond, Martin Štajnoch, Matthias Trattnig, Layne Viveiros                                                                          |
| Sturm:        | Florian Baltram, Alexander Cijan, Ryan Duncan, Brant Harris, Raphael Herburger, Peter Hochkofler, Mario Huber, John Hughes, Manuel Latusa, Peter Mueller, Thomas Raffl, Alexander Rauchenwald, Michael Schiechl, Rob Schremp, Dario Winkler |
| Trainer:      | Greg Poss |

### Teilnahmen von Spielern am All-Star-Team
| Saison  | Spieler                                                                              |
| ------- | ------------------------------------------------------------------------------------ |
| 2006/07 | André Lakos, Martin Ulrich, Thomas Koch, Marco Pewal, Matthias Trattnig, Dieter Kalt |
| 2007/08 | Robert Lukas, Richard Jackman, Dieter Kalt, Matthias Trattnig                        |
| 2008/09 | Thomas Koch, Dieter Kalt                                                             |

### Vereinsinterne Rekorde
Statistiken seit dem Bundesligaaufstieg in der Saison 2004/05. Enthalten sind sämtliche Vorrunden- und Play-off-Spiele.

#### Saison
| Tore  |                |      |         |
| Platz | Spieler        | Tore | Saison  |
| 1.    | Brett Sterling | 42   | 2015/16 |
| 2.    | Thomas Koch    | 35   | 2006/07 |
| 3.    | Brant Harris   | 34   | 2017/18 |
| 4.    | Brett Sterling | 33   | 2014/15 |
| 5.    | Ryan Duncan    | 33   | 2009/10 |

| Assists |             |         |         |
| Platz   | Spieler     | Assists | Saison  |
| 1.      | John Hughes | 61      | 2017/18 |
| 2.      | John Hughes | 60      | 2015/16 |
| 3.      | John Hughes | 55      | 2014/15 |
| 4.      | Thomas Koch | 54      | 2009/10 |
| 5.      | Ryan Duncan | 53      | 2015/16 |

| Topscorer |             |        |         |
| Platz     | Spieler     | Punkte | Saison  |
| 1.        | Thomas Koch | 87     | 2006/07 |
| 2.        | John Hughes | 84     | 2015/16 |
| 3.        | John Hughes | 82     | 2017/18 |
| 4.        | Thomas Koch | 78     | 2009/10 |
| 5.        | Thomas Koch | 77     | 2008/09 |

| Strafminuten |                |              |         |
| Platz        | Spieler        | Strafminuten | Saison  |
| 1.           | Kelsey Wilson  | 265          | 2009/10 |
| 2.           | Danny Bois     | 212          | 2010/11 |
| 3.           | Brett Sterling | 192          | 2015/16 |
| 4.           | Patrick Harand | 156          | 2006/07 |
| 5.           | Danny Bois     | 154          | 2011/12 |

#### Insgesamt
| Tore  |                   |      |
| Platz | Spieler           | Tore |
| 1.    | Matthias Trattnig | 198  |
| 2.    | Ryan Duncan       | 185  |
| 3.    | Thomas Raffl      | 170  |
| 4.    | John Hughes       | 135  |
| 5.    | Thomas Koch       | 131  |

| Assists |                   |         |
| Platz   | Spieler           | Assists |
| 1.      | Matthias Trattnig | 348     |
| 2.      | Ryan Duncan       | 316     |
| 3.      | John Hughes       | 310     |
| 4.      | Thomas Koch       | 241     |
| 4.      | Thomas Raffl      | 225     |

| Topscorer |                   |        |
| Platz     | Spieler           | Punkte |
| 1.        | Matthias Trattnig | 546    |
| 2.        | Ryan Duncan       | 501    |
| 3.        | John Hughes       | 445    |
| 4.        | Thomas Raffl      | 395    |
| 5.        | Thomas Koch       | 372    |

| Spiele |                    |        |
| Platz  | Spieler            | Spiele |
| 1.     | Matthias Trattnig  | 769    |
| 2.     | Dominique Heinrich | 610    |
| 3.     | Manuel Latusa      | 569    |
| 4.     | Ryan Duncan        | 541    |
| 5.     | Daniel Welser      | 515    |

| Strafminuten |                   |              |
| Platz        | Spieler           | Strafminuten |
| 1.           | Matthias Trattnig | 1232         |
| 2.           | Daniel Welser     | 677          |
| 3.           | Patrick Harand    | 481          |
| 4.           | Manuel Latusa     | 403          |
| 4.           | Danny Bois        | 366          |

### Red Bull Hockey Juniors
Die zweite Mannschaft (auch Red Bull Hockey Juniors) nahm zwischen 2004 und 2011 an der Nationalliga teil. Seit 2016 gehört sie der multinationalen Alps Hockey League an. Trainer ist Teemu Levijoki und Co-Trainer Antti Aarnio.

### U20-Mannschaft
Die U20-Mannschaft nahm von 2003 bis 2012 an der österreichischen U20-Liga teil und spielt seit 2012 in der EBYSL. Die U20-Junioren sind dreifacher Österreichischer U20-Meister (2006, 2010, 2016).

## Trainer
| Zeitraum  | Trainer          | Anmerkungen                                                                |
| --------- | ---------------- | -------------------------------------------------------------------------- |
| 2004      | Jorma Siitarinen | im Dezember vorzeitig entlassen                                            |
| 2004–2005 | Kjell Lindqvist  |                                                                            |
| 2005–2007 | Hardy Nilsson    | 1 × österreichischer Meister, 1 × Vizemeister                              |
| 2007–2013 | Pierre Pagé      | 4 × österreichischer Meister, 1 × Vizemeister                              |
| 2013–2014 | Don Jackson      | 1 × österreichischer Meister, 1 × Vizemeister                              |
| 2014–2016 | Dan Ratushny     | 2 × Meister                                                                |
| 2016–2019 | Greg Poss        | 1 × Halbfinal-Out, 1 × Vizemeister, 1 × Champions-Hockey-League-Halbfinale |
| 2019      | Andreas Brucker  | 1 × Halbfinal-Out                                                          |
| 2019–2023 | Matt McIlvane    | 2 × Champion der ICE Hockey League, 1 × Halbfinal-Out                      |
| 2023–2025 | Oliver David     | 2 × Champion der ICE Hockey League                                         |
| seit 2025 | Emanuel Viveiros |                                                                            |

Ab Beginn der Saison 2007/08 war der Kanadier Pierre Pagé Cheftrainer und Sportlicher Leiter der Salzburger. Ihm assistierte der Kanadier George Kingston.
Weiters im Trainerstab die Österreicher Anton Walch (Skating- und Assistant Coach), Gerald Wimmer (Videocoach) sowie der Kanadier Patrick Dallaire (Goaliecoach).
Zur Saison 2013/14 übernahm der US-Amerikaner Don Jackson das Traineramt, dieser kehrte jedoch in der darauffolgenden Saison nach München zurück. Seit Beginn der Saison 2014/15 bekleidete der Kanadier Dan Ratushny das Amt des Trainers, unterstützt vom ehemaligen Salzburg-Spieler Rob Davison als Co-Trainer. Nach zwei Titelgewinnen in der Erste Bank Eishockeyliga in seinen beiden Saisonen in Salzburg wechselte der Kanadier in die Schweiz zum Lausanne HC.
Ab der Saison 2016/17 war der US-Amerikaner Greg Poss Head-Coach der Salzburger, das Amt des Co-Trainers übernahm Tim Kehler. Im Februar 2019 wurde Poss entlassen und durch den ehemaligen Nachwuchstrainer Andreas Brucker ersetzt.

## Spielstätte
Die Heimstätte der beiden Salzburger Mannschaften ist die 3.500 Zuschauer fassende Eisarena Salzburg, auch bekannt als Volksgarten oder Volksgarten Arena.

## Vereinsstatistiken
Legende: GP = Spiele, W = Siege, L = Niederlagen in regulärer Spielzeit, OTL = Niederlagen nach Verlängerung oder Penaltyschießen, Win% = Prozentsatz der erzielten an den insgesamt möglichen Punkten, GF = erzielte Tore, GA = Gegentore, +/- = Torverhältnis, Pts = erzielte Punkte, Punkte = tatsächliche Punkte nach Punkteteilung
| Saison                 | Saison                 | Liga                   | GP  | W   | L   | OTL | Win%  | GF   | GA   | +/−  | Pts | Punkte | Anmerkung                        |
| ---------------------- | ---------------------- | ---------------------- | --- | --- | --- | --- | ----- | ---- | ---- | ---- | --- | ------ | -------------------------------- |
| 2004/05                | RS                     | EBEL                   | 48  | 12  | 31  | 5   | 30.21 | 131  | 190  | −59  | 29  | 21     | Platz 7, keine Playoff-Teilnahme |
| 2005/06                | RS                     | EBEL                   | 48  | 29  | 13  | 6   | 66.67 | 177  | 140  | +37  | 64  | 49     | Vizemeister                      |
| 2005/06                | PO                     | EBEL                   | 11  | 6   | 4   | 1   | 59.09 | 32   | 31   | +1   | --  | --     | Vizemeister                      |
| 2006/07                | RS                     | EBEL                   | 56  | 40  | 10  | 6   | 76.79 | 232  | 157  | +75  | 86  | 64     | Meister                          |
| 2006/07                | PO                     | EBEL                   | 8   | 7   | 0   | 1   | 93.75 | 38   | 20   | +18  | --  | --     | Meister                          |
| 2007/08                | RS                     | EBEL                   | 36  | 20  | 10  | 6   | 63.89 | 121  | 108  | +13  | 46  | --     | Meister                          |
| 2007/08                | PR                     | EBEL                   | 10  | 5   | 4   | 1   | 55.00 | 37   | 33   | +4   | 11  | --     | Meister                          |
| 2007/08                | PO                     | EBEL                   | 15  | 11  | 2   | 2   | 80.00 | 55   | 34   | +21  | --  | --     | Meister                          |
| 2008/09                | RS                     | EBEL                   | 54  | 32  | 18  | 4   | 62.96 | 200  | 157  | +43  | 68  | --     | Vizemeister                      |
| 2008/09                | PO                     | EBEL                   | 17  | 11  | 4   | 2   | 70.59 | 61   | 43   | +18  | --  | --     | Vizemeister                      |
| 2009/10                | RS                     | EBEL                   | 54  | 33  | 16  | 5   | 65.74 | 203  | 158  | +45  | 71  | --     | Meister                          |
| 2009/10                | PO                     | EBEL                   | 18  | 12  | 6   | 0   | 66.66 | 57   | 43   | +14  | --  | --     | Meister                          |
| 2010/11                | RS                     | EBEL                   | 54  | 33  | 19  | 2   | 62.96 | 206  | 181  | +25  | 68  | --     | Meister                          |
| 2010/11                | PO 1                   | EBEL                   | 19  | 12  | 4   | 3   | 71.05 | 72   | 60   | +12  | --  | --     | Meister                          |
| EBEL-Hauptrunde        | EBEL-Hauptrunde        | EBEL-Hauptrunde        | 350 | 199 | 117 | 34  | 61.71 | 1270 | 1091 | +179 | 432 | 387    |                                  |
| EBEL-Platzierungsrunde | EBEL-Platzierungsrunde | EBEL-Platzierungsrunde | 10  | 5   | 4   | 1   | 55.00 | 37   | 33   | +4   | 11  | --     |                                  |
| EBEL-Playoffs          | EBEL-Playoffs          | EBEL-Playoffs          | 88  | 59  | 20  | 9   | 72.16 | 315  | 243  | +84  | --  | --     |                                  |

## Zuschauerschnitt
- Saison 2004/2005: 1.773 Zuschauer pro Heimspiel
- Saison 2005/2006: 2.757 Zuschauer pro Heimspiel
- Saison 2006/2007: 2.673 Zuschauer pro Heimspiel
- Saison 2007/2008: 2.462 Zuschauer pro Heimspiel
- Saison 2008/2009: 2.490 Zuschauer pro Heimspiel
- Saison 2009/2010: 2.508 Zuschauer pro Heimspiel[7]
- Saison 2010/2011: 2.755 Zuschauer pro Heimspiel